# بوليفار بلازا (كراكاس)

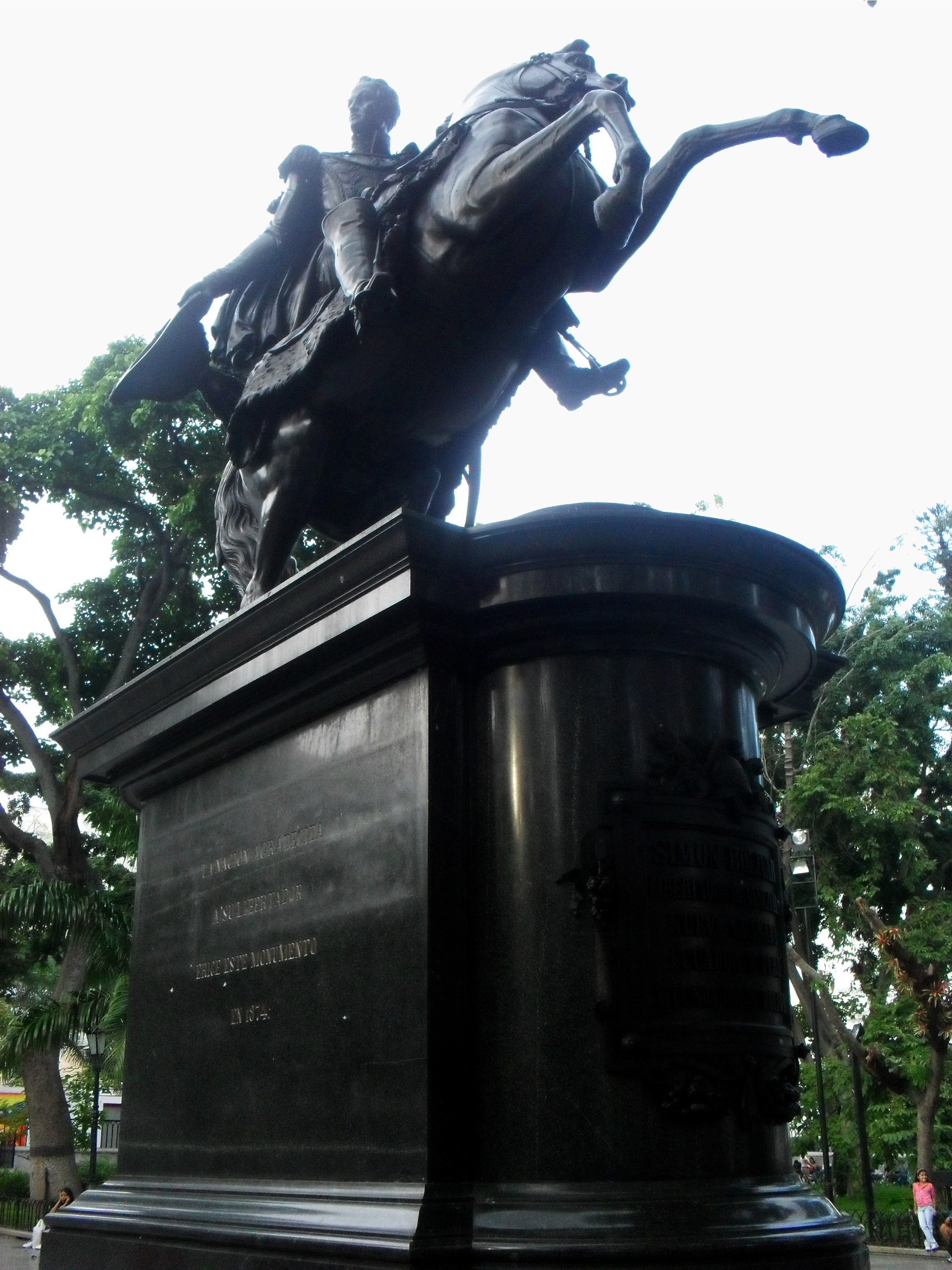
الفروسية تمثال لسيمون بوليفار في ساحة بوليفار.

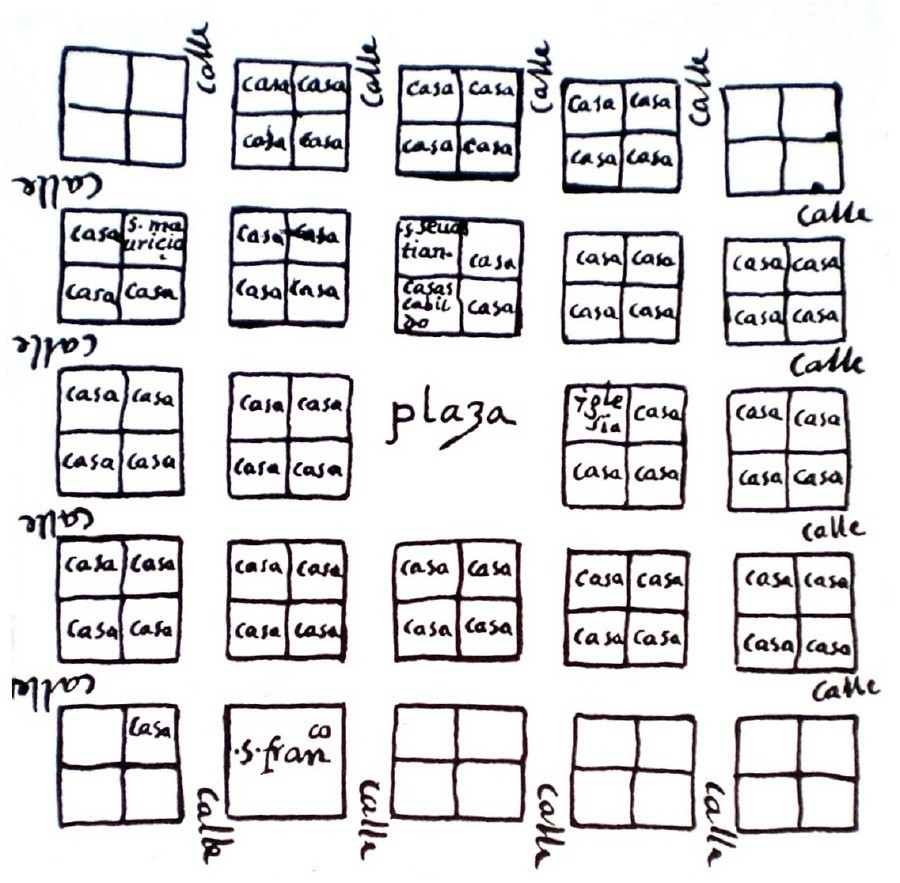
خريطة كراكاس قبل 1578 مع مربع عليه علامة بلازا.

ساحة بوليفار (بالإسبانية: Plaza Bolívar) هي إحدى أهم الأماكن العامة في كاراكاس، فنزويلا. وتقع وسط أول 25 مجمع سكني من كراكاس تأسست كـ«سانتياغو دي ليون دي كاراكاس» في 1567. وهي في وسط المدينة التاريخي في بلدية كاتدرائية أبرشية ليبرتادور.
تحيط ببوليفار بلازا عدد من المباني هامة مثل كاتدرائية كاراكاس المقدسة ومتحف قصر المطران وقاعة المدينة وكنيسة سانتا روزا دي ليما والبيت الأصفر والمسرح الرئيسي ومبنى حكومة منطقة العاصمة. قصر السلطة التشريعية الاتحادية  في الجانب الجنوب الغربي.

## التاريخ
كان يطلق على المكان بأسم بلازا مايور في وقت قريب وتم أنشائه ليكون بمثابة مركز التجارة في المدينة. لعدة قرون، تم إجراء العديد من التعديلات على الساحة، ولكن واحدة من أهم التعديلات كان في عام 1754 عندما أمر الحاكم فيليبي ريكاردوس ببناء أروقة لتطويق الساحة.
الساحة كانت المكان المعتاد للهجمات وتنفيذ سياسة المتآمرين ضد الحكومة الاستعمارية الإسبانية. وأعدم فيها خوسيه ماريا إسبانيا. وتم إيواء جسده في الساحة عام 1799.
بالإضافة إلى ذلك، كان هذا المكان حيث فاز الشعب الفنزويلي بالخطوة الأولى نحو الاستقلال عندما تمرد ضد التاج الإسباني في 19 أبريل 1810.
بعد الاستقلال سميت الساحة بساحة بلازا دي أرماس (ساحة الأسلحة)، بلازا ديل ميركادو (ساحة السوق)، ولكن عندما وصل جسم بوليفار إلى كاراكاس من سانتا مارتا، سميت رسمياً بأسمه بلازا بوليفار في عام 1842. إلا أن هذا الاسم لم يستخدم بشكل صحيح حتى عام 1874.
تم وضع الجنرال أنطونيو غوزمان بلانكو بالرئاسة في عام 1865 من قبل الرئيس المشير خوان كريسوستومو فالكون. وقرر بلانكو هدم الأروقة حول الساحة وإزالة الباعة من الأسواق في أيار / مايو. وبدأت مشاريع استعادة المكان بعد خمس سنوات. وبدأت عمليات التجديد على غرار الأسلوب الفرنسي في عام 1872، بما في ذلك قرار جمهوري لبناء تمثال سيمون بوليفار في شهر تشرين الثاني / نوفمبر. كما تقرر بناء المزارع، وزراعة الأشجار، إعادة الفصول الأربعة في زوايا: الربيع، الصيف، الخريف، الشتاء مع أربع نوافير زينة من حوالي 100 عمود حديدي ذوات زخارف مختلفة وحدود مربعة مع درابزينات معدنية. والسلالم الصغيرة في الجنوب الشرقي تعطي للزاوية أسم غراديلاس، ويعني شرفة الزاوية الصغيرة.

## التمثال
تمثال سيمون بوليفار افتتح يوم 7 نوفمبر 1874 في وسط الميدان مع رنين أجراس و21 طلقة مدفع. وهو نسخة طبق الأصل من تمثال من أدامو تادالينو ويقع في ساحة بوليفار في ليما، بيرو. من قبل مسبك فون مولر، يركب بوليفار على حصان واقفاً على رجليه الخلفيتين.
في عام 1894 تم تثبيت الكهرباء في الساحة، ومنذ ذلك الحين، لم تكن هناك تغييرات كبيرة حتى عام 1967 عندما تم أستبدال الأرضية الأصلية الملونة بالرخام الرمادي.
وعملت العديد من المحطات الترام في زوايا الساحة خلال عام 1908 وعام 1947.
في 21 فبراير 1959، تم تعيين التمثال كتذكار. في منتصف عام 2003، أجرت بلدية ليبرتادور عملية تجديد كاملة للساحة، وشملت الحدائق والنوافير والأرضيات والإضاءة وأمور أخرى.

## معرض الصور

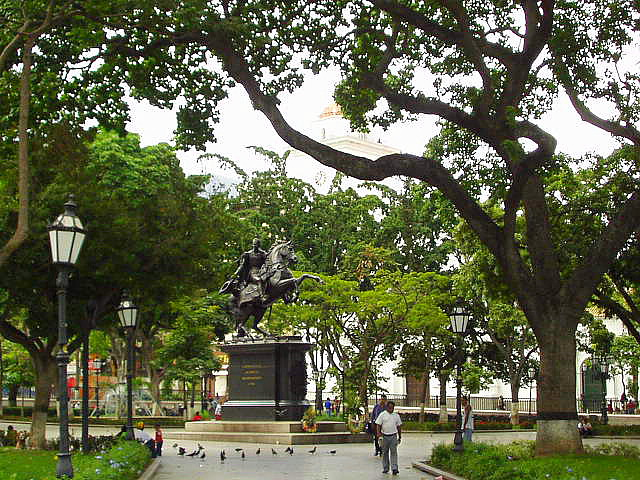
ساحة بوليفار في كاراكاس.
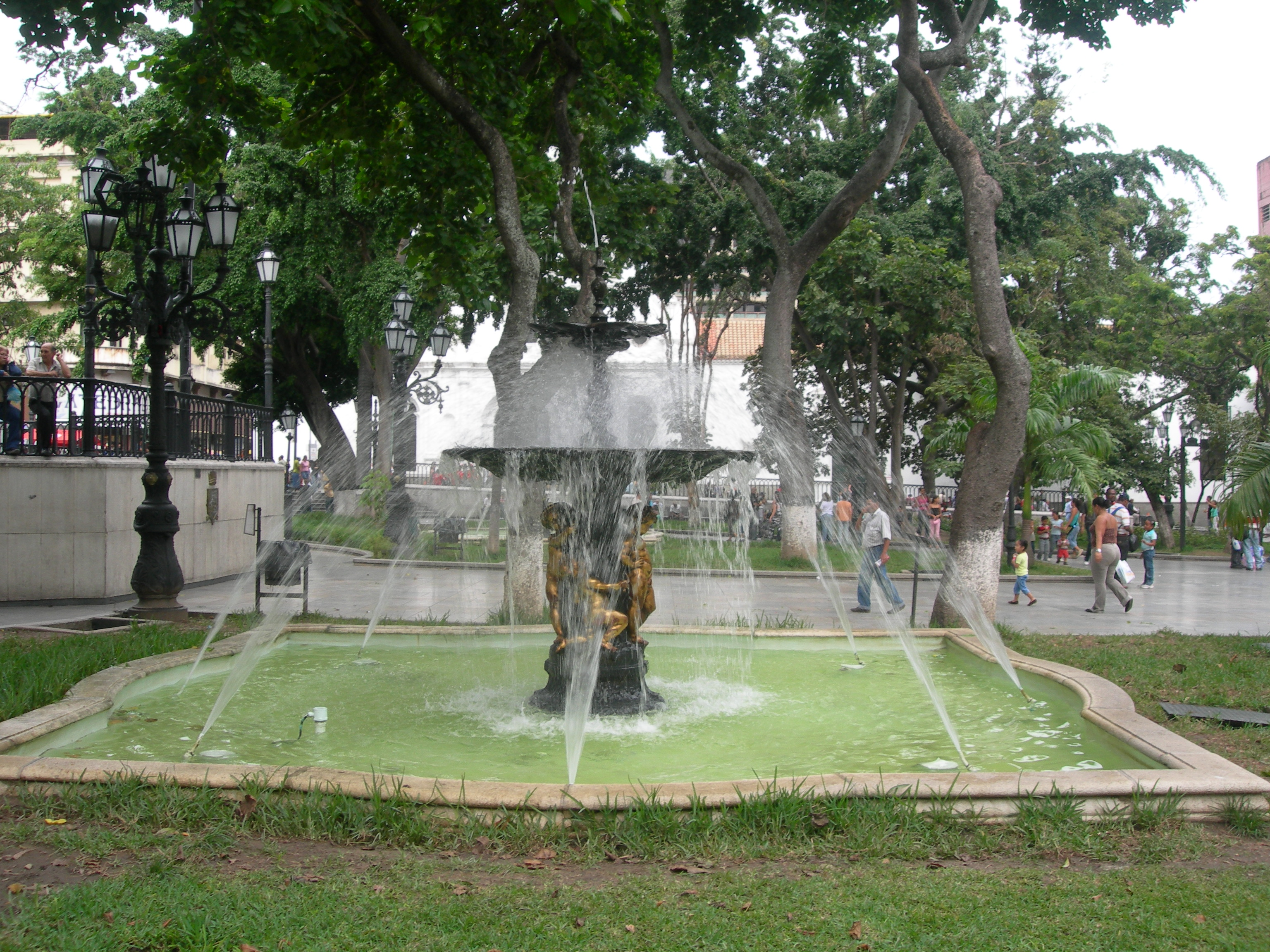
نافورة في ساحة بوليفار في كاراكاس.
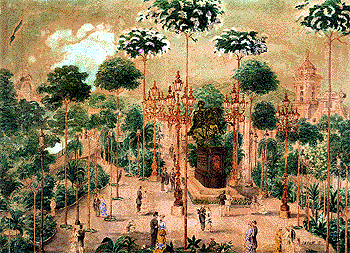
ساحة بوليفار بعد وقت قصير من افتتاح التمثال.